# Paul Denarié
Pour les articles homonymes, voir Dénarié.
 (février 2019).
Si vous disposez d'ouvrages ou d'articles de référence ou si vous connaissez des sites web de qualité traitant du thème abordé ici, merci de compléter l'article en donnant les références utiles à sa vérifiabilité et en les liant à la section « Notes et références ».
Paul Denarié, dit aussi Jean Sorlain, né à Paris le 1er janvier 1859 et mort dans la même ville le 25 février 1942, est un peintre français.

## Biographie

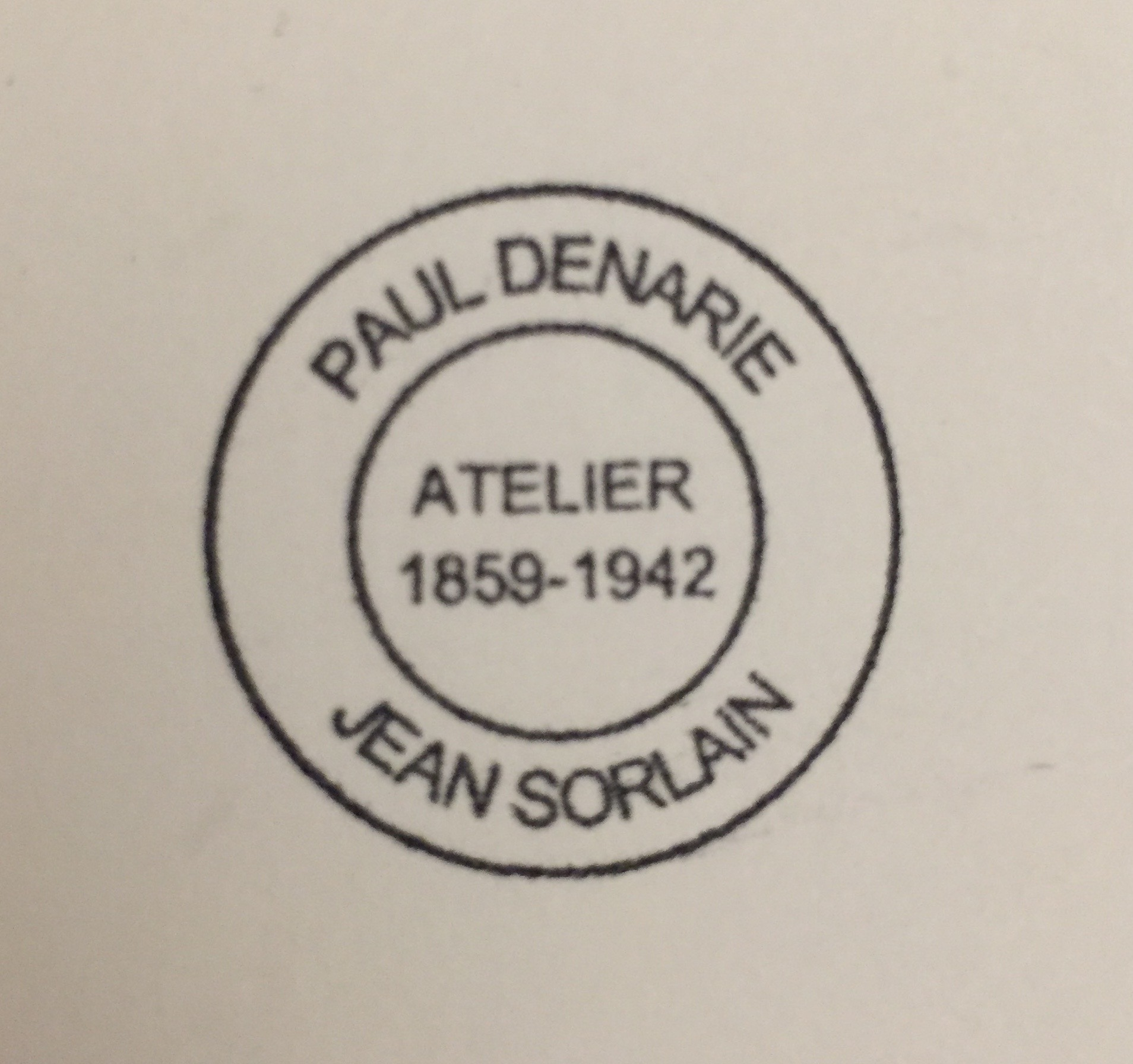
Cachet d'atelier de Paul Denarié (1859-1942).

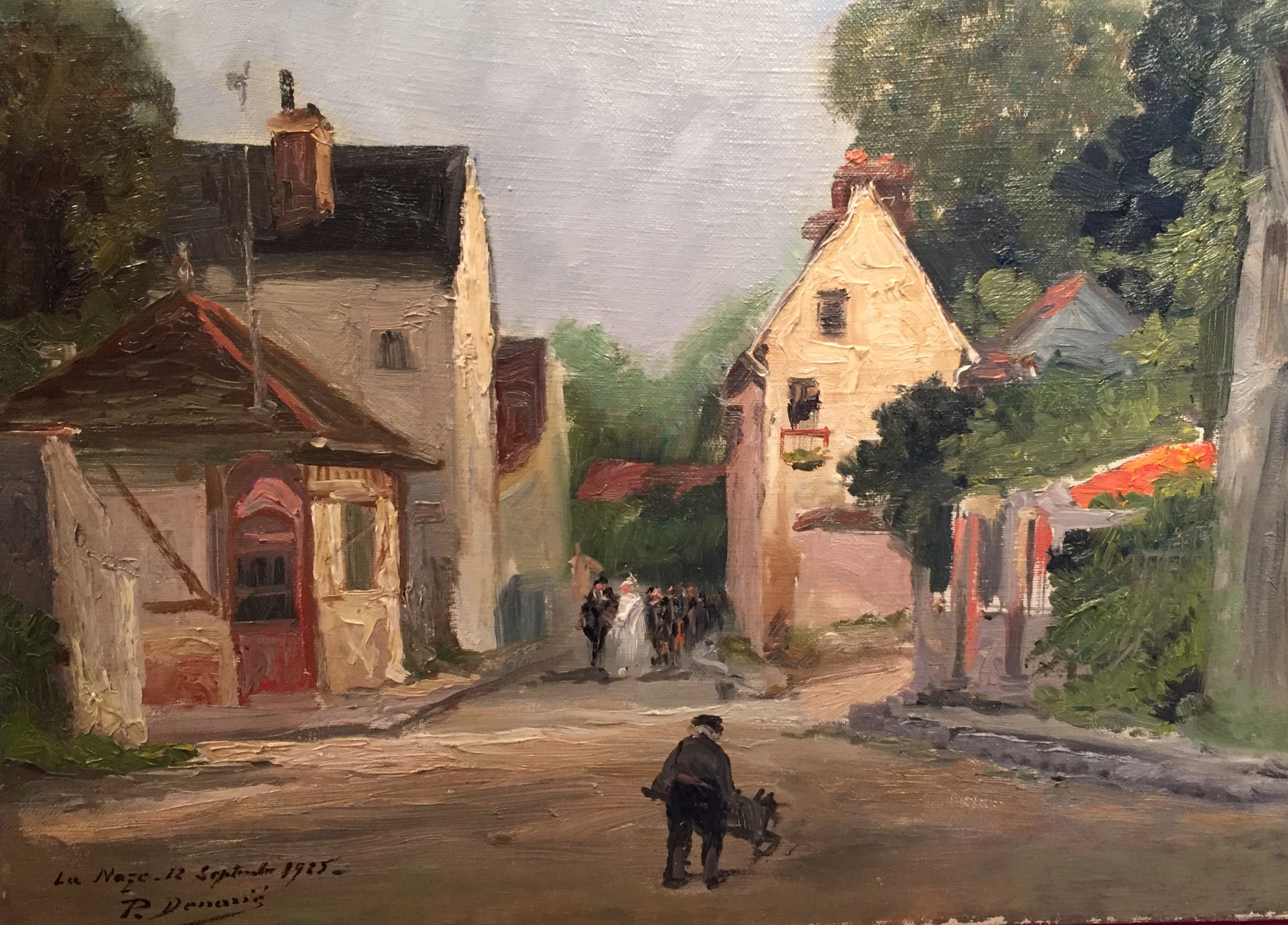
La Noce à La Nazé, Valmondois (1925). Collection de la Ville de Valmondois.

Paul Denarié commence à peindre en 1874. Élève des cours de la Ville de Paris, il est notamment l'élève de William Bouguereau. 
Il est choisi en 1897 pour faire le portrait officiel du chah de Perse Mozaffareddine Chah en visite à Paris. L'artiste fréquente dès 1881 les peintres d'Auvers-sur-Oise. Estimant que la nature est la meilleure des écoles, il plante son chevalet en Normandie et en Bretagne, en particulier lors de nombreux séjours à Saint-Malo, Rouen, Honfleur, Le Tréport. Tout comme ses contemporains, il réalise des croquis sur le vif en pleine nature qu'il retravaille ensuite en atelier. Celui-ci était situé au 9, rue de Provence à Paris. La majorité de son œuvre se situe aux environs de Paris et dans ses environs (Pontoise, Auvers-sur-Oise, Cergy…), et notamment à Montmartre où il est surnommé « le doyen des peintres ». 
Il a exposé à Paris au Salon des indépendants de 1927 à 1930,, au Salon des humoristes, au Salon de l'école française, et est à l'origine de la création des expositions en plein air des Artistes professionnels français. 
Il fonde en 1930 la Société Les trente ans de la Palette regroupant des peintres, dessinateurs et sculpteurs. Cette société expose au Grand Palais en 1931 et ses activités prennent lors de la Seconde Guerre mondiale.
Lauréat de la Ville de Paris, il est promu officier d'Académie en 1932 et est le président de la Société du Damier parisien.
Poète et chansonnier, on lui compte une dizaine d’œuvres littéraires destinées au spectacle entre 1889 et 1902.
Il peint son dernier tableau sur les bords de Seine en septembre 1941. 
Son œuvre est connue pour ses scènes de foires, de kermesses, de marchés, ses reconstitutions de scènes quotidiennes, le dessin des métiers anciens mais aussi et surtout pour ses basses cours et vues de villes de Normandie.
Il pratique la peinture à l'huile, la gouache, l'aquarelle et le dessin.  
Ses œuvres sont présentées dans les musées d'art de la Ville de Cherbourg, Rouen ou encore Le Havre.
La vente d'une partie de son atelier a été réalisée par ses héritiers le 3 mai 1963 à l'hôtel Drouot à Paris. Son fils, Georges Denarié, écrit au moment de la vente de l'atelier que son père possédait « à fond l'art du dessin et, soit de son crayon rapide et sûr, ou de son pinceau, combien habile, il savait avec une apparente facilité et une science de la composition, évoquer la Nature sous son angle le plus réel tout en de réservant d'y enclore l'accent d'une poésie personnelle. »

Œuvres non sourcées attribuées à Paul Denarié, localisation inconnue
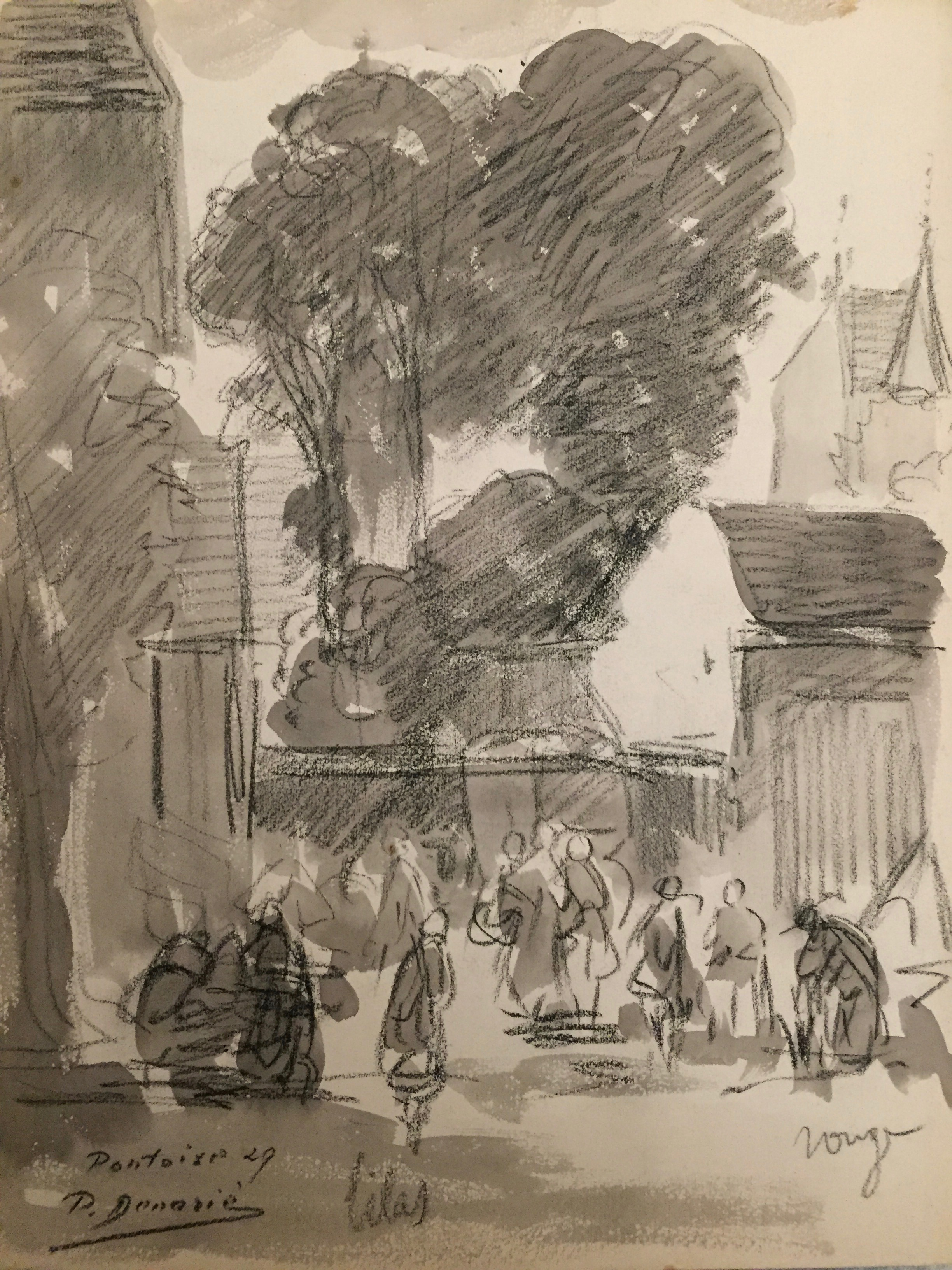
Étude de marché à Pontoise (1929).
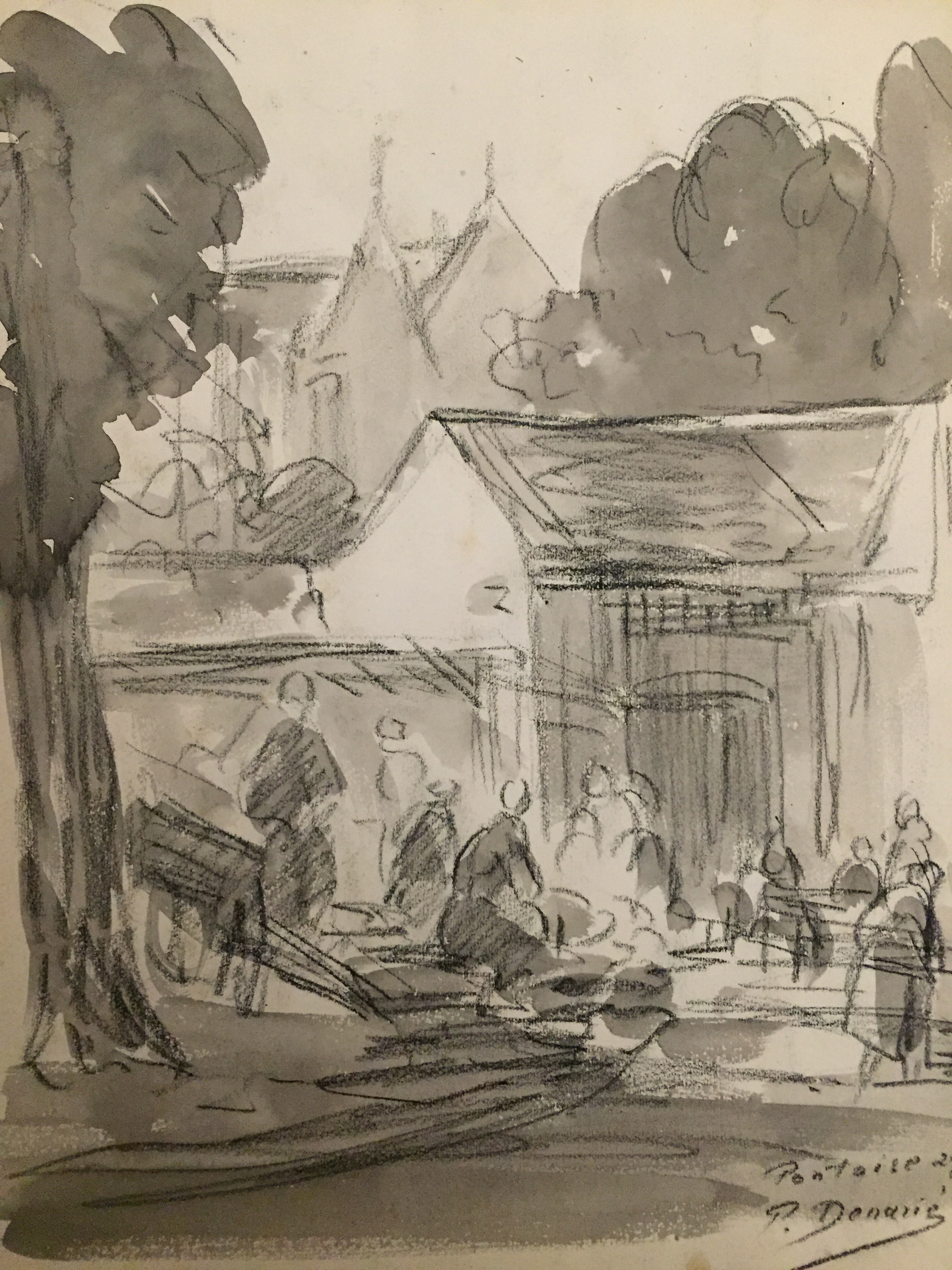
Scène de vie à Pontoise (1929).
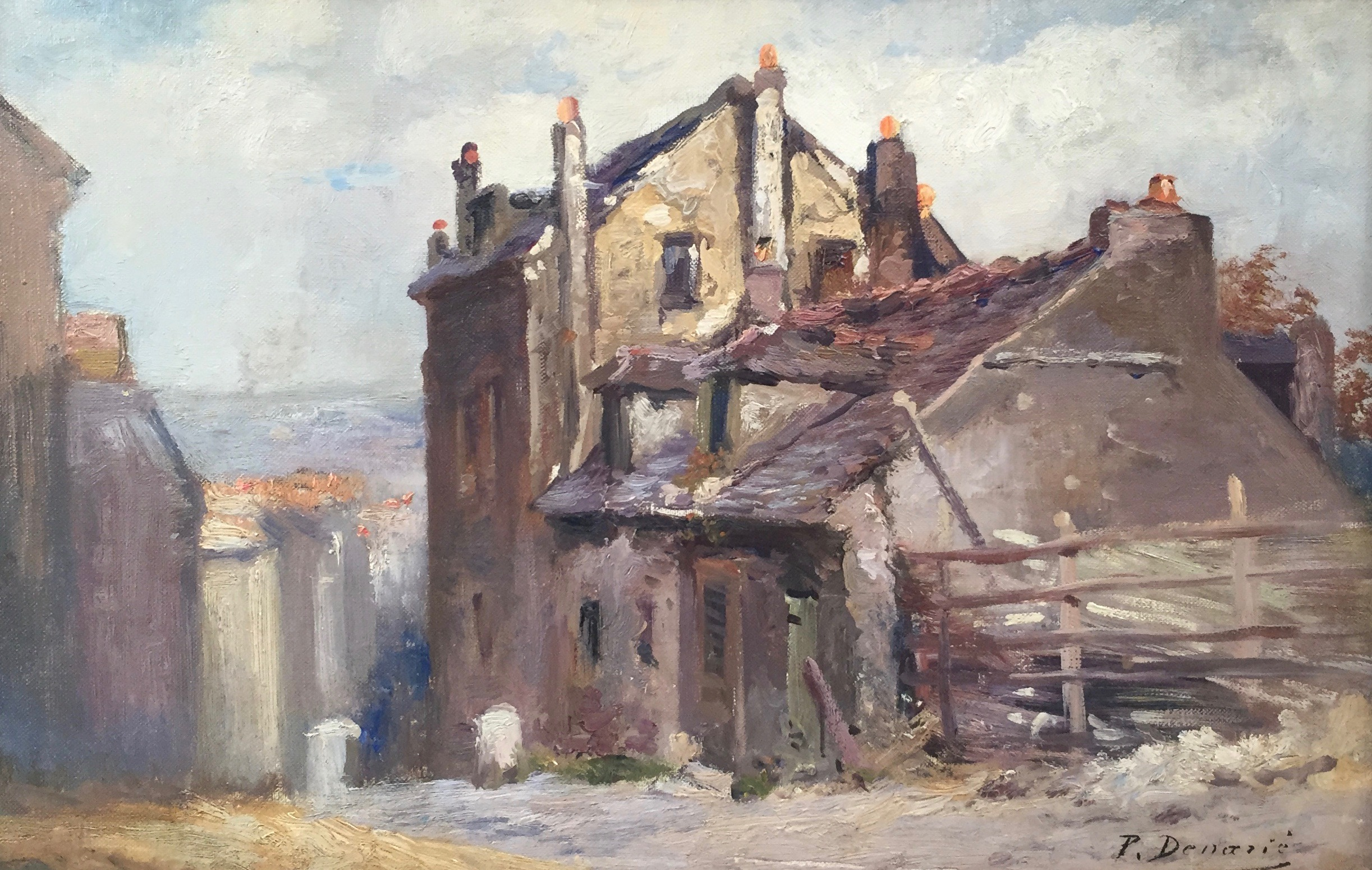
Les Maisons de Mimi Pinson et Berlioz sur la butte Montmartre, huile sur toile, 55 × 38 cm, œuvre présentée au Salon des indépendants[réf. nécessaire].

## Distinctions
- Officier d'académie.